# Kapustinski-vergelijking
De kapustinski-vergelijking is een wiskundige betrekking waarmee de roosterenergie (UR) van een ionair kristal kan berekend worden, omdat die experimenteel moeilijk te bepalen valt. De vergelijking werd in 1956 gepubliceerd door de Pools-Russische scheikundige Anatoli Fjodorovitsj Kapustinski en luidt:
{\displaystyle U_{R}={K}\cdot {\frac {\nu \cdot |z^{+}|\cdot |z^{-}|}{r^{+}+r^{-}}}\cdot {\biggl (}1-{\frac {d}{r^{+}+r^{-}}}{\biggr )}}
hierbij is:
- K = 1,2025 × 10−4 J·m·mol−1
- d = 3,45 × 10−11 m
- ν het aantal ionen in de empirische formule van het kristal (voor calciumfluoride is dat bijvoorbeeld 3)
- z+ en z− de lading van de kat- en anionen
- r+ en r− de straal van de kat- en anionen

De berekende waarden geven een vrij goede schatting voor de roosterenergie; de echte waarde verschilt in de meeste gevallen minder dan 5% van de berekende. Bovendien laat de kapustinski-vergelijking toe om, indien de roosterenergie gekend is, de straal van bepaalde polyatomische ionen, zoals sulfaat en fosfaat, te berekenen.
Een alternatief voor de kapustinski-vergelijking is de born-landé-vergelijking, maar deze vereist kennis van de precieze kristalstructuur van de ionaire verbinding.